# Loop the Loop
Loop the Loop (engelska: Slither Link, Fences eller Number Lines; i Japan kallat Sli-Lin (スリリン)) är ett logikspel där det gäller att dra en sammanhängande linje i ett punktnät.
Spelet kommer från Japan, där det presenterades av Nikoli år 1989. I dag är Loop the Loop det tredje största logikspelet i Japan, efter sudoku och kakuro.
Den stora populariteten kan förklaras med att spelet har mycket enkla regler, samtidigt som svårighetsgraden i problemen kan varieras nästan obegränsat. Spelet kan därmed hitta anhängare bland såväl nybörjare som riktiga problemlösarveteraner. Loop the Loop har den ingrediens som kännetecknar bra logikspel: Problemlösarförmågan utvecklas i och med att man upptäcker nya mönster (av Nikoli kallade theorems) för hur lösningen måste se ut.

## Regler
Spelplanen består av ett rutnät av punkter som bildar celler. I en del av dessa celler står siffror (0 – 3).
- Mellan punkterna drar man vertikala eller horisontella linjer till en sammanhängande slinga.
- Talen i cellerna anger hur många linjer cellen skall omges av.
- Runt celler som saknar tal får man använda valfritt antal linjer.
- Man får inte korsa linjer eller förgrena dem.

## Exempel
- En enkel Loop the Loop-spelplan bestående av 16 celler, med siffror i sex av cellerna. Siffrorna anger hur många linjer respektive cell skall omges av. Runt celler som saknar siffror får man sätta valfritt antal linjer.

- I två av cellerna står en nolla. Det betyder att dessa celler inte får ha några linjer alls. Man kan markera detta genom att sätta kryss där det inte får finnas linjer.

- Eftersom cellen med 3 inte kan ha någon linje där den gränsar mot cellen med 0, måste de tre övriga sidorna ha en linje.

- Eftersom linjen inte får ha någon förgrening, måste den fortsätta vertikalt längs 2-cellens vänstra sida. Därmed får 2-cellen sin första linje. Den andra måste gå horisontellt under 2-cellen. Slingan fortsätter sedan som bilden visar. I större spelplaner med många tomma celler kan det finnas mer än en möjlig lösning.